# Basílica de Lin
La Basílica paleocristiana de Lin (albanés: basilika paleokristiane e Linit) és una basílica paleocristiana d'estil romà d'Orient situada al sud-est d'Albània, a la riba del llac d'Ohrid, al Comtat de Korçë, a prop de Progradec, a l'àrea del poble de Lin, que pertany a la subcomarca d'Udenisht. El pis de mosaic de l'Antiguitat tardana que decora el nàrtex i les capelles laterals de l'església, construït al segle VI, i destruït per un incendi en el VIII, s'ha mantingut pràcticament intacte.
A partir del 2019, la regió d'Ohrid, ampliada per incloure jaciments d'Albània, és Patrimoni de la Humanitat com a Patrimoni natural i cultural de la regió d'Ohrid.

## Història
A la primera meitat del segle VI, els primers bisbes cristians de la ciutat veïna de Lükhnis (hui Ohrid) van construir una residència d'estiueig al promontori on es troba avui Lin, i la basílica també s'hi edificà alhora. Segons unes hipòtesis, l'origen del nom del poble també es remunta a aquesta època, format en escurçar el nom de la seu episcopal Lükhnisz. La basílica es va fortificar amb un gruixut mur.  El palau episcopal i la basílica foren destruïts per un incendi al segle VIII. Amb la conquesta per l'Imperi búlgar al s. XII, els pobles del voltant es despoblaren. A la baixa edat mitjana, el poble es va tornar a poblar i els habitants alçaren una nova església utilitzant els fonaments de l'antiga basílica, el sant patró de la qual era sant Atanasi (Kisha i Shën Thanasit).
El 1968, amb la direcció de Skënder Anamali, es van examinar les ruïnes de la basílica i la residència episcopal. 

## Descripció
Les restes de l'edifici es troben al punt més alt del promontori que s'estén al costat del llac d'Ohrid en direcció nord-est, s'eleva per sobre de Lin, al sud-est del carrer principal del poble. L'edifici està molt danyat, i només en resten els fonaments. La planta de la basílica, orientada nord-oest/sud-est, és de forma trilobulada i s'inspira en les solucions de l'església principal de l'edifici dels bisbes de Lükhnis.  A l'entrada nord-oest de l'església hi havia un atri de 8 × 12 m amb un pòrtic, i part del pati tancat estava ocupat per una cisterna de rajola. Hi havia entrades a banda i banda de l'atri, per on s'entrava al nàrtex, de 3 × 9 m, perpendicular a l'eix de l'església. Hi havia una capella lateral a cada costat del nàrtex, i un baptisteri de planta quadrada amb una pila baptismal oberta que s'obri al sud. Les tombes de rajola amb volta estaven unides a la capella del costat nord. Al costat longitudinal del nàrtex oposat a l'atri, tres portes donaven a dins de la basílica, per on s'accedia a la nau principal de 12 × 9 m, i a les naus laterals, corbades en lòbul. Una escala conduïa des del passadís nord fins a la volta de creueria del pis de baix. 
El valor més destacat de la basílica de Lin és el terra de mosaic, que data de la mateixa època de la construcció, els patrons del qual mostren semblances amb altres mosaics contemporanis coneguts al voltant del llac d'Ohrid (com ara Oktiszi, Radolista, Studencsista), però també amb les basíliques de Tushemishti i Tepe d'Albània, i fins i tot amb exemples més llunyans (com ara Amfípolis) presenten similituds tipològiques.    A més dels motius geomètrics i vegetals, alguns animals, en particular els ocells i les abelles, són personatges habituals en els mosaics, la representació dels quals combina tradicions iconogràfiques paganes i cristianes.  El motiu dominant del mosaic de la capella lateral sud que s'obri al nàrtex és l'esvàstica, i bèsties llegendàries, i a l'absis un càntar amb un paó dempeus a banda i banda. Al terra del baptisteri hi ha quatre càntars dels quals brolla vi. El sòl de mosaic de la capella del costat nord representa càntars i paons tancats en un diamant, i als angles exteriors n'hi ha parelles d'ocells, copes i recipients de mesura de gra. Antigament, les naus principal i lateral també tenien terres de mosaic, però la majoria han estat destruïts al llarg dels segles. Només ha sobreviscut el mosaic de la capella del cementeri que dona al passadís nord.  Les peces que conformen el mosaic policrom estaven tallades sobretot en gres; en alguns llocs, però, es col·locava rajola o daus de vidre sobre una base de morter de calç barrejat amb arena i pols de rajola.

A l'oest de l'atri, s'hi veuen les restes del mur que en el seu dia protegia l'església. Les ruïnes del palau episcopal ja no són visibles, només la recerca permet saber que es tractava d'un edifici rectangular dividit en sis estances.

Basílica de Lin
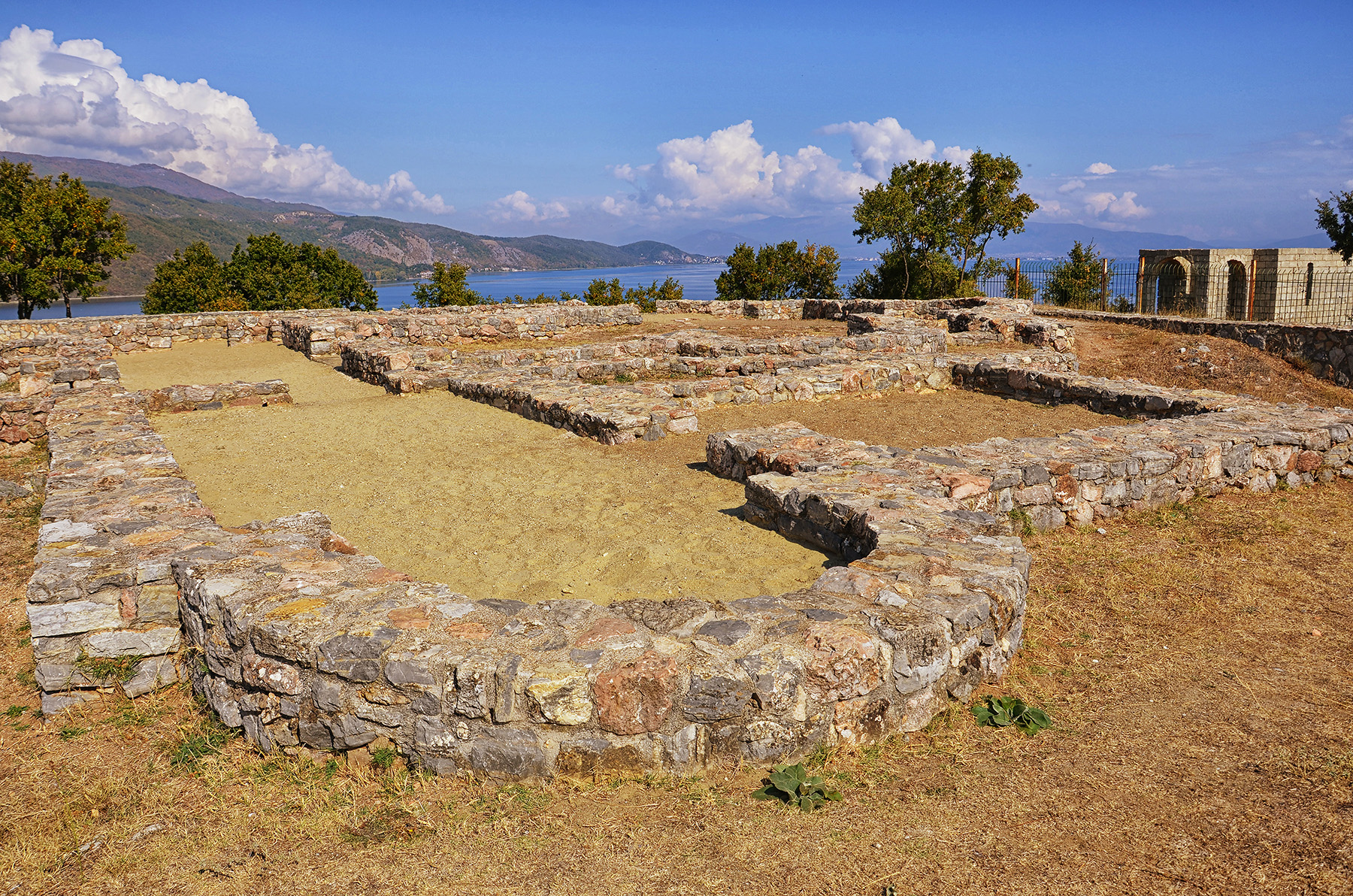
Les ruïnes de la basílica
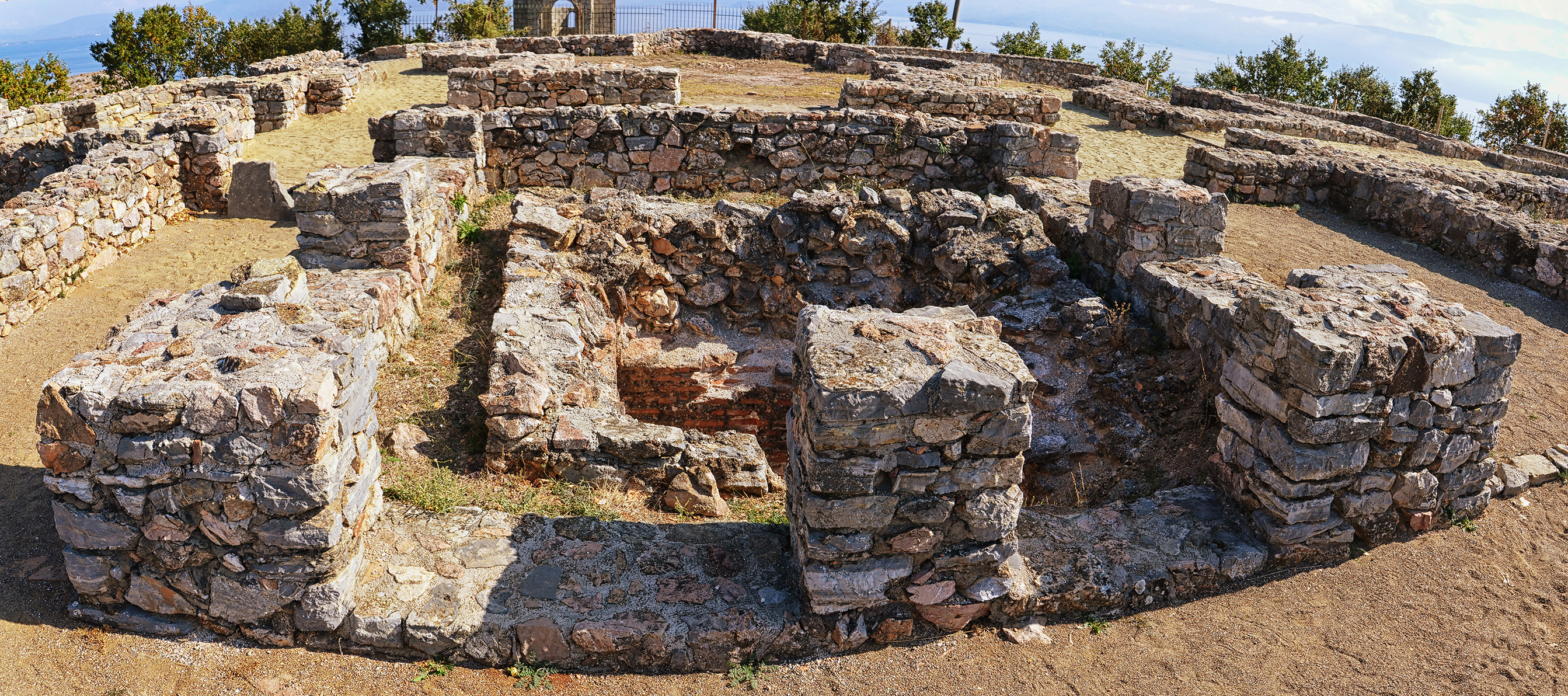
L'atri i la cisterna
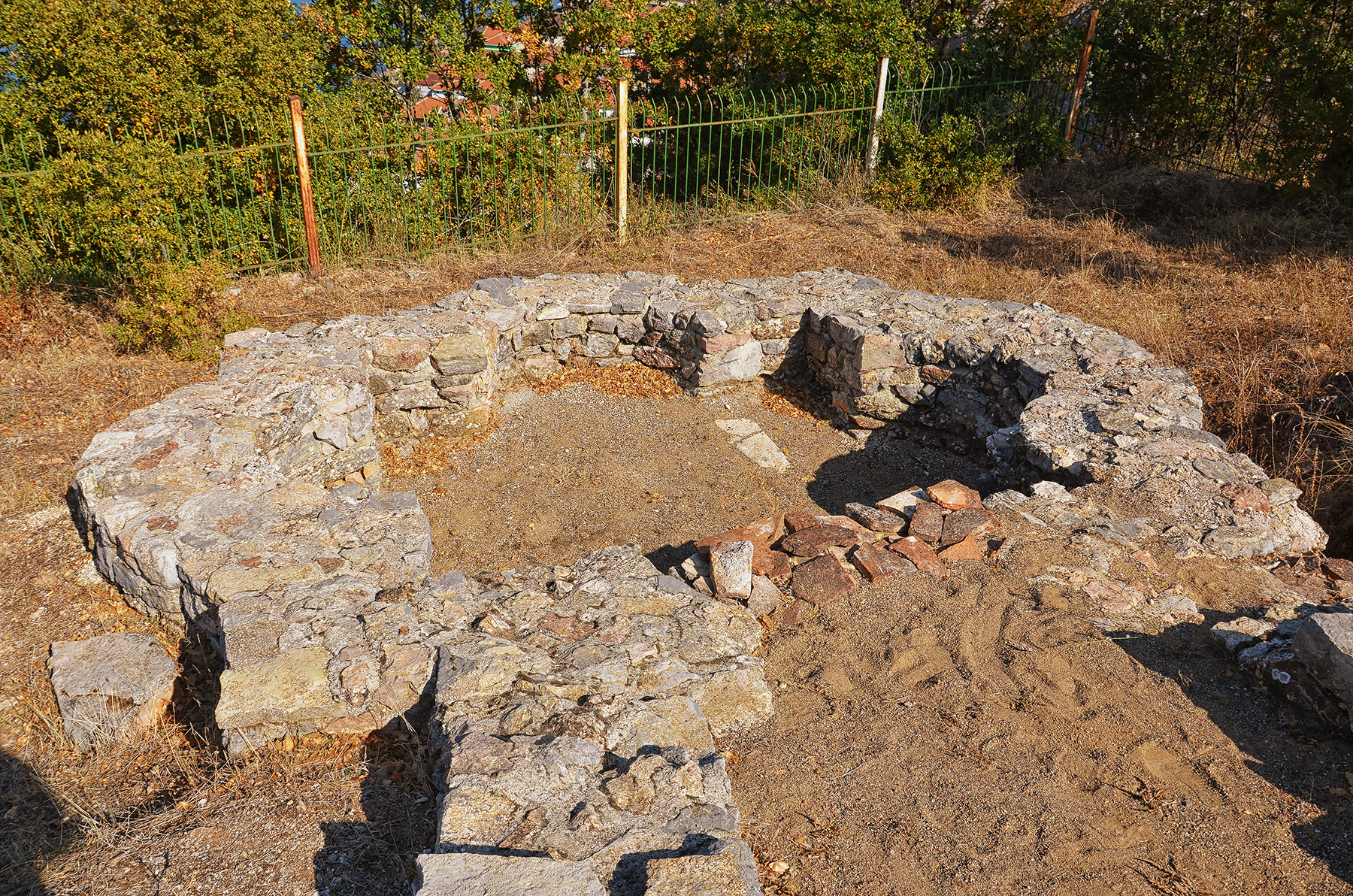
La capella del cementeri